# Isabel Valença

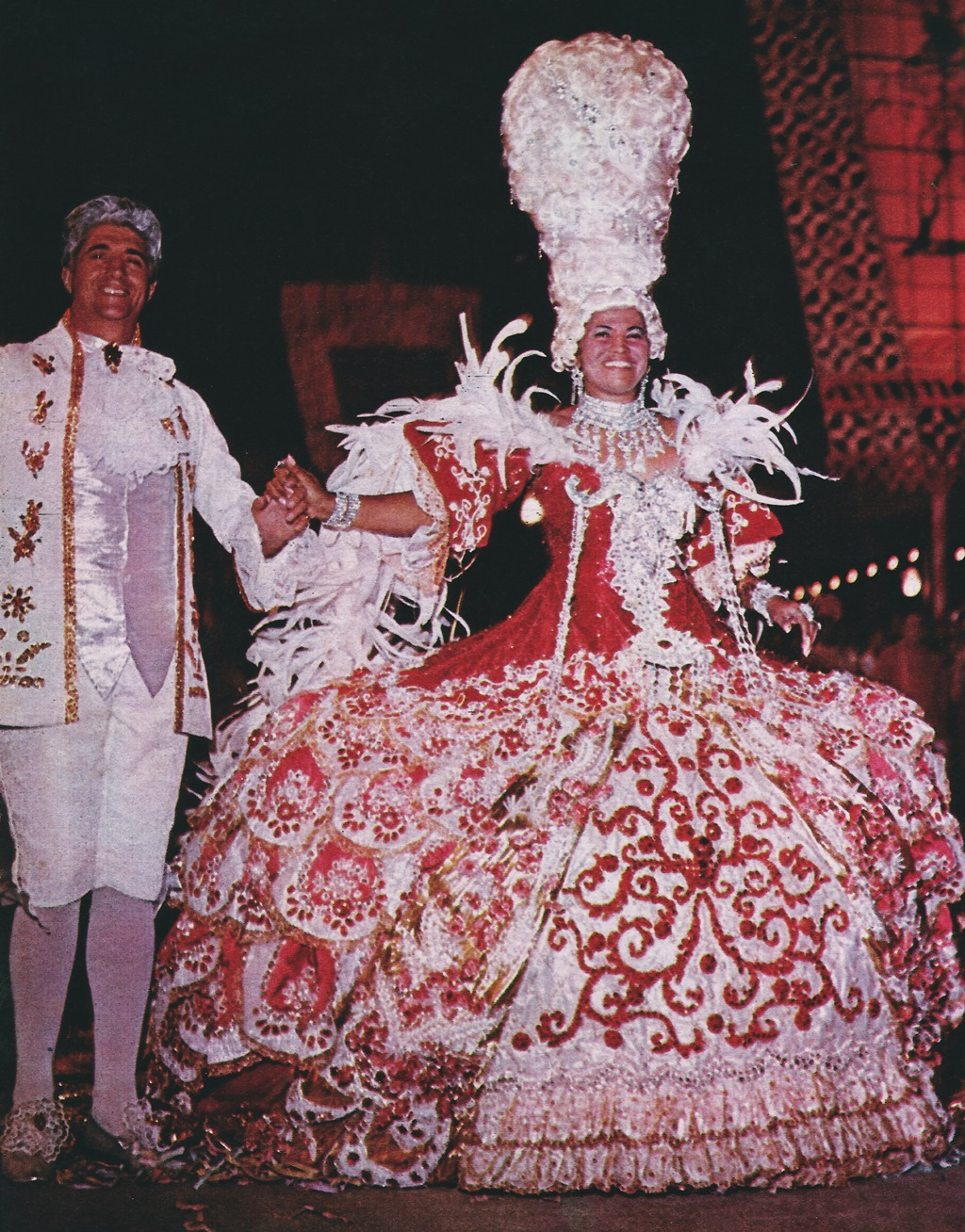
Isabel Valença incorpora Xica da Silva, no desfile do Salgueiro em 1965 sobre a História do Carnaval Carioca.

Isabel Valença foi uma destaque e personalidade do carnaval carioca nas décadas de 1960 e 1970. Famosa por interpretar a Xica da Silva, no desfile de 1963 do Acadêmicos do Salgueiro. Esposa do presidente Osmar Valença já havia desfilado com destaque interpretando Dona Maria, Rainha de Portugal, no enredo de 1962 sobre o Descobrimento do Brasil. Mas foi ao incorporar a escrava que se tornou nobre nas terras de Diamantina que Isabel fez história e virou uma verdadeira celebridade carioca da década de 1960. É uma ícone feminina do processo de transformações das escolas de samba conhecido como Revolução Salgueiro, que promoveu uma renovação narrativa e visual nos desfiles das escolas de samba.
Foi por muito pouco que Isabel não entrou na Avenida, com uma obrigação a Iansã e Omulu em seu terreiro, era não estava nos planos originais para incorporar a personagem título do enredo. Foi só depois que a atriz Zélia Hoffman não quis sair da personagem, que Isabel pediu autorização aos seus guias para desfilar. Com o luxo do figurino idealizado por Arlindo Rodrigues e realizado pelo costureiro Carlos Gil, Isabel entrou na Avenida Presidente Vargas com uma fantasia que custava mais que um apartamento popular na época. O enorme figurino inspirado na moda do século XVIII pensava mais de 25 quilos, cauda de 3 metros, uma infinidade de paetês, cristais, pérolas e pedras semipreciosas, além da imponente peruca de fio de nylon francês medindo cinquenta e cinco centímetros. O luxo da fantasia e atenção que Isabel recebeu, assumindo protagonismo tanto da narrativa quanto estético, ao buscar se diferenciar dos outros desfilantes com seu exuberante figurino. Foi assim que Isabel começou a estabelecer o que entendemos hoje como “destaque”.
Ao incorporar Xica da Silva, Isabel Valença seria não só a própria entidade da rainha do Tijuco, manifestada através de corpo e fantasia, mas também a primeira grande “imagem” gerada por um desfile de escola de samba. A repercussão de Isabel ao assumir o papel da protagonista do desfile seria enorme, fazendo-a se confundir com a personagem. A partir daquele ano, Isabel se tornaria uma espécie de celebridade, estampou capas de jornais e revistas não só no Brasil, mas no mundo, como a norte-americana Times, concedendo entrevistas para importantes veículos de comunicação, sempre referida como a “Xica da Silva”. 
A incorporação de Xica da Silva em Isabel Valença seria o primeiro lastro da potência da personagem como entidade brasileira a se apropriar do corpo de médiuns. Na pele de Isabel, Xica é majestosa e invejada. Se veste de joias, perucas e tudo que o dinheiro de seu contratador pode oferecer: “a fantasia da mulata que re-presentou Chica da Silva era assim como uma fábula, tão rica quanto as mais ricas dos bailes sofisticados”, disse matéria publicada no Jornal do Brasil, assinada pelo jornalista Marcos de Castro.

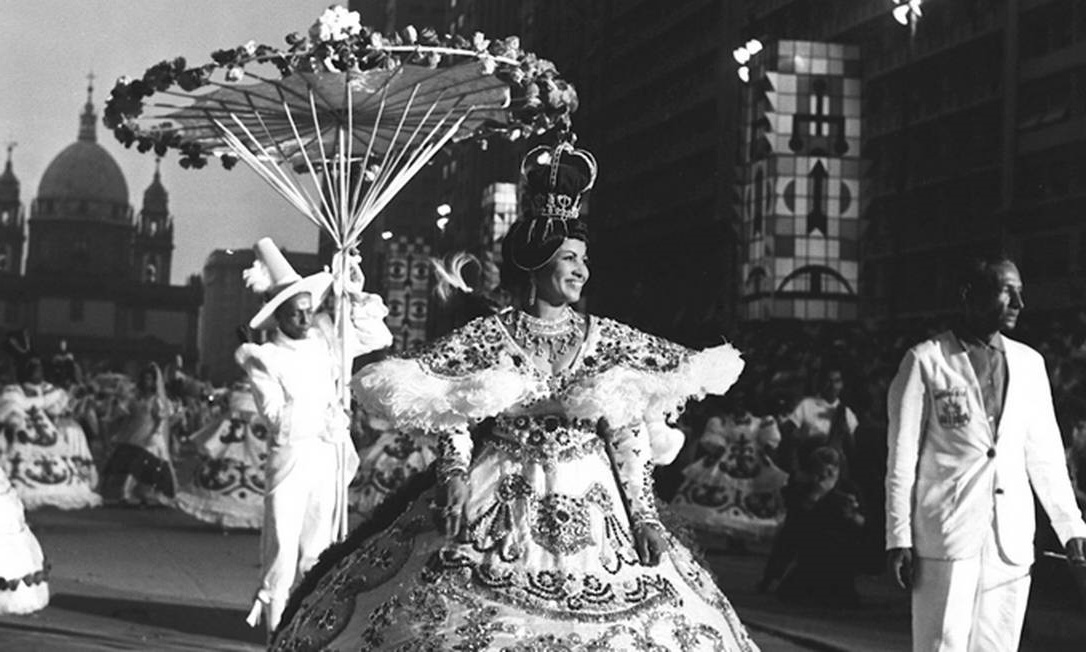
Isabel Valença com a fantasia Rainha Rita, esposa de Chico Rei. Protagonista do enredo do Salgueiro em 1964.

No ano seguinte, em 1964, a destaque fez história a ser a primeira negra a vencer o concurso de fantasias do Teatro Municipal, um episódio que marcou um trânsito entre a festa erudita e os desfiles populares de maneira definitiva. Tendo sua inscrição no concurso negada por racismo, Isabel contou com o apoio do governador Carlos Lacerda para ter sua inscrição aceita. Sob o título “Preconceito de fantasia no Municipal”, a matéria do Jornal do Brasil (07/02/1964) descreveu: “os organizadores do Concurso de Fantasias do Municipal negaram a inscrição ontem da fantasia Vila Rica, e Isabel Valença, à mulata que fez o papel de Xica da Silva no Salgueiro, no ano passado, sob o pretexto de que o Teatro não podia admitir fantasias já exibidas em desfiles de rua”. Para Melo (2018, p. 49), Isabel Valença se viu diante das tensões sociais e raciais até hoje presentes no país.

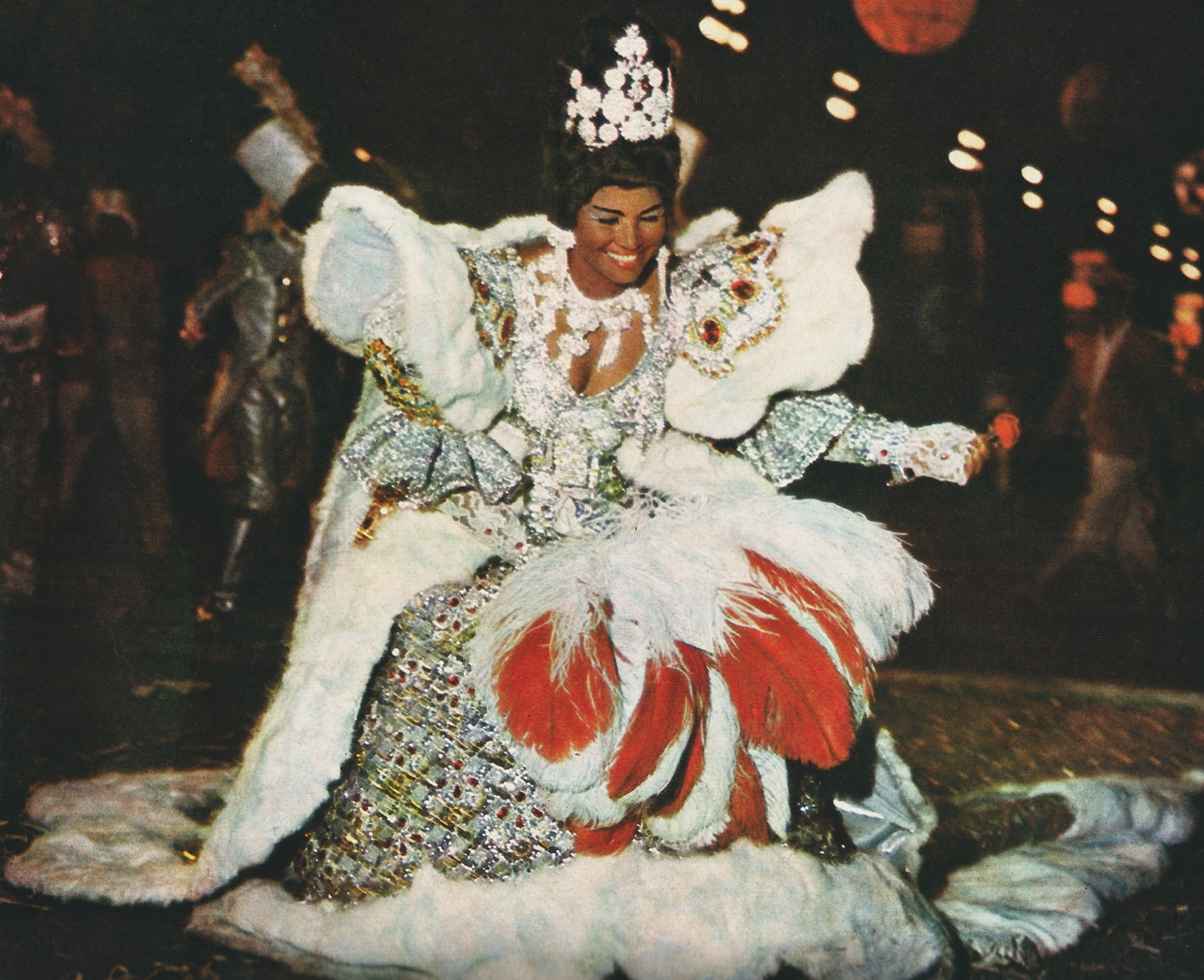
Isabel Valença se abaixa em frente a cabine de jurados no carnaval de 1966.

Com a fantasia Rainha Rita que usou para o desfile do Salgueiro no domingo de carnaval no enredo de Arlindo Rodrigues sobre Chico Rei, Isabel Valença se consagrou campeã do concurso sobre uma plateia encantada. A vitória causou a revolta da atriz Wilza Carla, que competiu na categoria luxo feminino com a fantasia “Sinfonia de Inverno”, ele afirmou que "Negro de escola de samba não pode ganhar no Municipal!". Haroldo Costa (1984) completa a informação dizendo que Wilza Carla teria proferido a polêmica frase como um “desabafo impensado”, mas, segundo o autor, Isabel Valença teria ficado bastante magoada. O tal “desabafo” nos faz levantar questões ligadas ao racismo, manifestado no palco do grande concurso de fantasias da cidade, local que abrigava figuras conhecidas da alta sociedade carioca e do mundo dos espetáculos, como o caso da própria Wilza Carla. Para FARIA (2014, p.12), “sua trajetória na escola e no concurso de fantasias do Teatro Municipal conferiu-lhe uma aura mítica, sendo lembrada até os dias atuais nas narrativas dos jornalistas e antigos componentes do Salgueiro. Assim, a vitória de Isabel no Teatro Municipal marcou um trânsito então inédito na história do carnaval. A edição do Correio da Manhã, de 13 de fevereiro de 1964, reafirmava o acontecimento como “uma vitória do samba, que após descer o morro e dominar o asfalto, levou também, de vencida, a elite que frequenta a nossa principal casa de espetáculos”.
Sua atuação seguiu brilhante no Salgueiro nos anos seguindo, vivendo outros personagens marcantes até o fim da sua vida. Só como Xica da Silva ela voltou a sair em 1965, 1984 e 1989. 

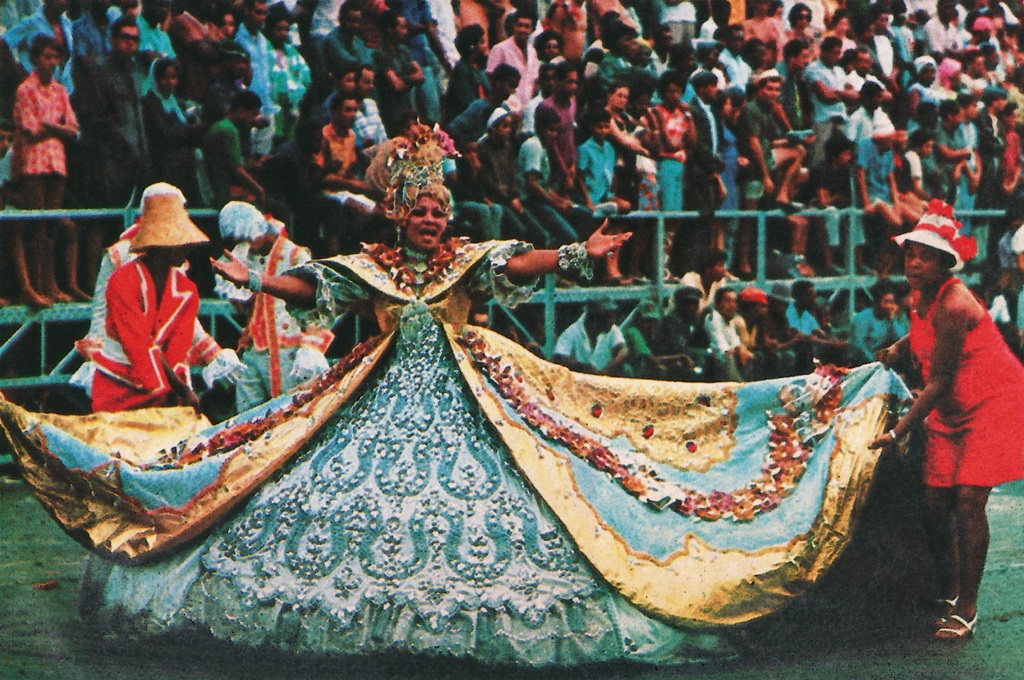
Isabel como Dona Beija, em 1968.

Em 1966 no enredo sobre os Amores célebres do Brasil interpretou a Marquesa de Santos acompanhada de Clóvis Bornay que era o carnavalesco q viria de Dom Pedro I. O problema era que a Marquesa de Santos era amante de D. Pedro e isso geraria impacto no público conservador em anos de ditadura. Isabel não se intimidou e protagonizou uma das cenas mais marcantes da história do Carnaval. Ao lado de Clóvis, parou de frente para os jurados e olhou fixamente para um deles. Permaneceu estática fitando o julgador. Até que alguém do público puxou um aplauso. No que se seguiram novos aplausos e Isabel permanecia paralisada de frente para o jurado hipnotizado. 

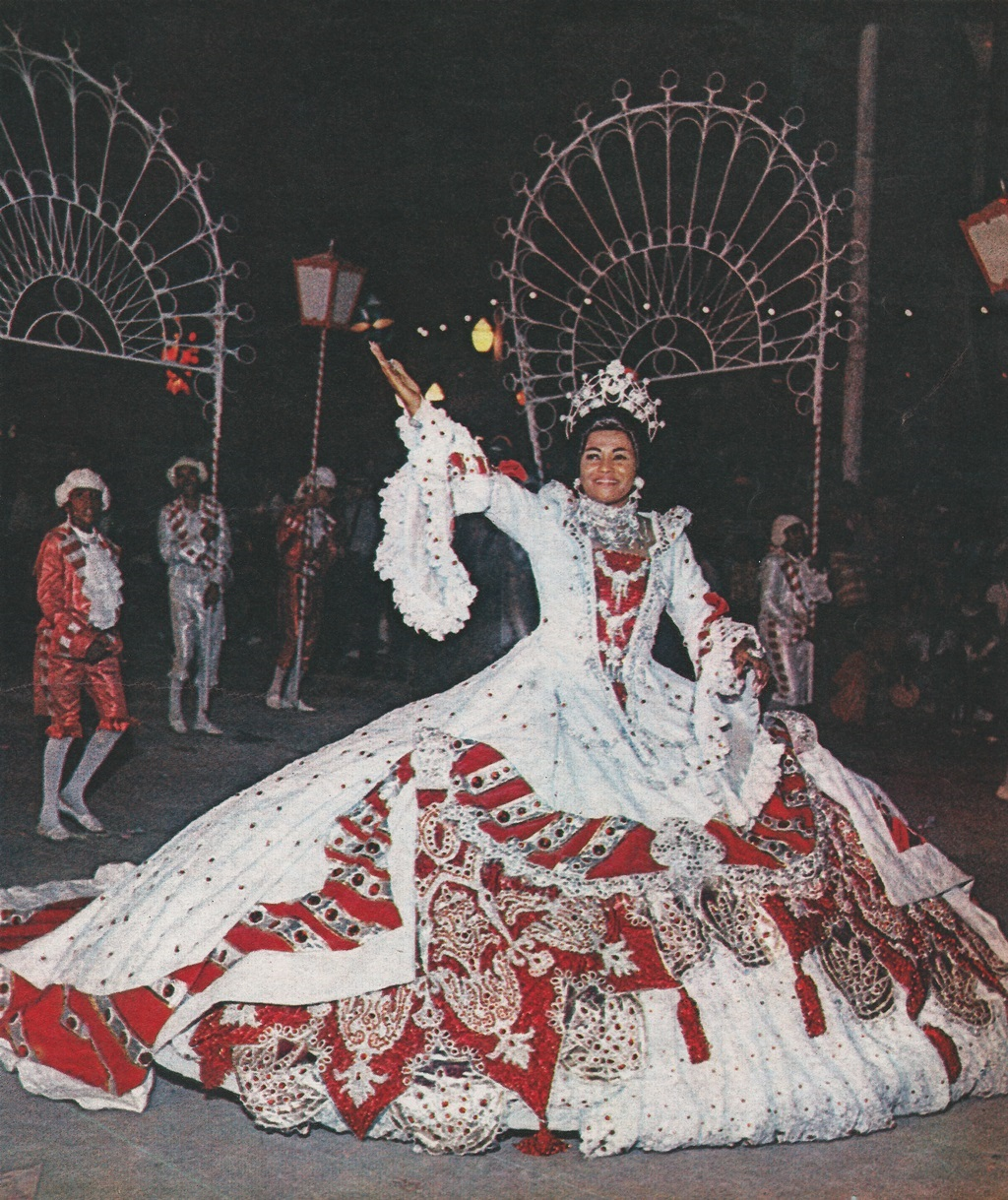
Isabel Valença em 1967.

Em 1967, no enredo sobre História da Liberdade no Brasil se vestiu de Princesa Isabel em vestido dourado com vidros e pedrarias q chamavam atenção em meio ao mar vermelho e branco da escola. Em 68, encarnou o personagem principal, Ana Jacinta de São José, a Dona Beja.

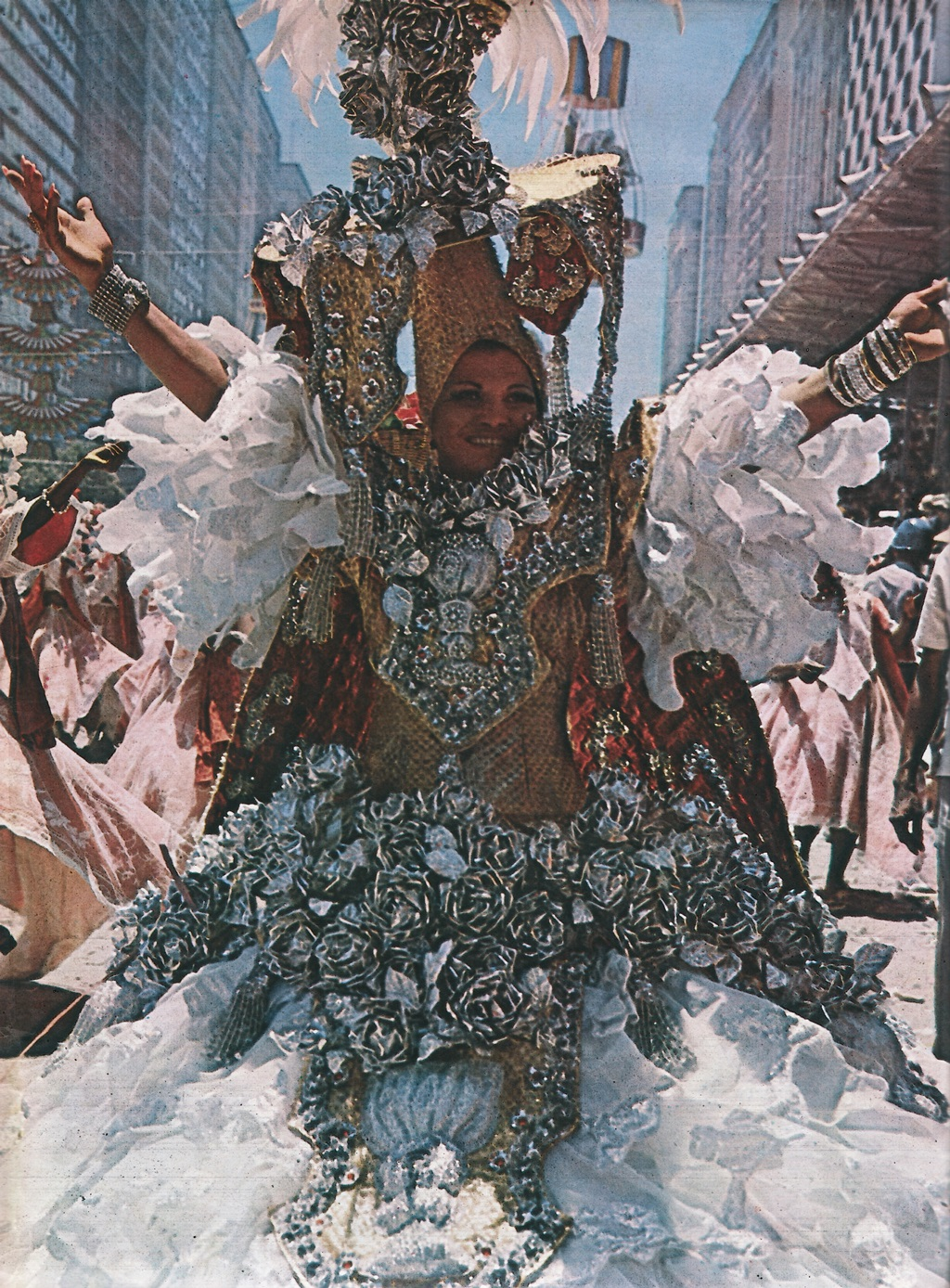
Isabel Valença no desfile de 1969.

Em 69, se vestiu como uma luxuosa baiana em um vestido por ela mesma costurado naquele que foi dos maiores momentos do Salgueiro sob sol de meio dia do verão carioca que cantou a Bahia de Todos os Deuses e foi campeão daquele ano. 
Em 1970, se fantasiou de Tia Ciata no enredo sobre a Praça Onze. Em 71, interpretou Ana da Paz, a amante de Maurício de Nassau que receberia a corte do Congo no enredo de Maria Augusta, desenvolvido pelo grupo liderado por Fernando Pamplona e Arlindo Rodrigues. 
Em 1974, outro figurino histórico, a longa cauda da Rainha de Médici concebida por Joãosinho Trinta. Morreu no início dos anos 1990. Em 1975, novamente chama atenção como Rainha de Sabá no enredo sobre "As minas do rei Salomão", também de Joãosinho Trinta.
Em 77, o destaque foi Isabel protagonizar a Moça Branca, a cachaça no desfile de Fernando Pamplona. Em 87, no enredo sobre os temas otimistas do Salgueiro saiu como a própria Isabel e no seu último desfile em 90 novamente como rainha de França. 
Isabel partiu em 1990 vítima de problemas circulatórios. Foi a maior destaque da história do carnaval e papel preponderante ao encarnar e interpretar personagens fundamentais da história da revolucionário salgueirense. 